# Ebba Lindsö
Ebba Irene Elisabet Magnergård Lindsö, född Lindsö den 30 juni 1955 i Stockholm, är en svensk civilekonom, företagsledare, journalist och kristdemokratisk politiker.

## Biografi
Ebba Lindsö är dotter till juristen Åke Lindsö (1918–2012) och växte upp på Lidingö. Hon avlade ekonomexamen vid Handelshögskolan i Stockholm 1978 och var därefter skeppsmäklare i sju år, framför allt på Saléninvest. Hon arbetade  därefter på Transferator 1985–93, de första fyra åren som penningmäklare och de sista fyra åren 1989–93 som vd. Hon satt kvar i styrelsen för Alfred Berg Transferator därefter. Hon var sedan frilansjournalist i bland andra SVT och Dagens Industri. Från början av 1997 till 1999 var hon chefredaktör för Affärsvärlden. Åren 1999-2003 var hon vd och chefredaktör för Tidningarnas Telegrambyrå. År 2003 tillträdde Ebba Lindsö som vd för Svenskt Näringsliv med uppdraget att förändra organisationen[förklaring behövs], något som mötte hårt motstånd på sina håll[källa behövs] och ledde till att Ebba Lindsö avgick 2005. Hon grundade samma år konsultföretaget Lindsö & Partners. Hon drev under tre år företaget Respect Sustainable Business. 
Ebba Lindsö har haft styrelseuppdrag i bland andra Alfred Berg Transferator, Postgirot Bank, SBAB, Allra, Vasakronan, Posten, AMF Pension, Länsförsäkringar Bank, Arbetsförmedlingen, Allra och Riksbanken. Från 2013 ingick hon i Dagens Industris "Skuggdirektionen", vilken kommenterar Riksbankens beslut och nationella ekonomiska frågeställningar.
I två omgångar har hon varit ledamot i partistyrelsen för kristdemokraterna, först under 1991–94
och därefter under 2006–13. I valet 2006 var Ebba Lindsö kandidat till riksdagen. Hon ställde också upp som kandidat i Europaparlamentsvalet 2009.
Ebba Lindsö har även studerat teologi vid Ersta Sköndal högskola, varit ledamot i Georg och Eva Kleins insamlingsstiftelse, samt varit sommarvärd i P1 2004. År 2005 medverkade hon i bildandet av Konungens stiftelse för ungt ledarskap, i vilken hon under 2005–08 var styrelseordförande.

## Allra-affären 2017
Ebba Lindsö var styrelseordförande i Allra 2016–17. Hon avgick i mars 2017  efter påståenden om tveksamheter i Allras verksamhet i Svenska Dagbladet och Pensionsmyndighetens ingripande och avstängning av fonden. Hon avgick i april också som ordförande i Sjätte AP-fonden.